# Upplands runinskrifter 390
Upplands runinskrifter 390 är en vikingatida runsten av granit i Sigtuna, Sigtuna och Sigtuna kommun. Runstenens höjd är 1,56 meter och bredden är 1,10 meter. Stenen är inte signerad men har attribuerats till runristaren Fot.

## Inskriften
Translitterering av runraden:
× sua[i]... ... ...sa × s(t)ain --... ...------... ...- × faþur sin × auk × frau×tis + at × ulf × bona × sin × kuþ × h... ... ...ans +
Normalisering till runsvenska:
Svæi[nn] ... [ræi]sa stæin [þenna æftiʀ] ..., faður sinn ok Frøydis at Ulf, bonda sinn. Guð h[ialpi and h]ans.
Översättning till nusvenska:
Sven ... och Frödis efter Ulv, sin make. Gud hjälpe hans ande.